# Aguzzo
Aguzzo è una frazione del comune di Stroncone (TR).
Esso si trova a 378 m s.l.m. ed è occupato da 132 abitanti. Il castello domina la vallata sottostante, che è cinta anche dai territori di Finocchieto e di Configni.

## Storia
All'inizio noto come Vacutium, divenne poi Acutio e quindi assunse il nome attuale. Gli Orsini di Roma ne furono i signori e fu a lungo sottomesso da Narni, come testimoniato dalla bolla gregoriana del 1227. Durante le lotte tra le fazioni guelfe e ghibelline, il paese venne definitivamente conquistato dai narnesi nel 1306.

## Economia e manifestazioni
Le colline del territorio sono coperte da quercete ed abetaie; le coltivazioni agricole preponderanti sono il grano, la vite, l'olivo ed alcuni tipi di frutta. Si svolgono festeggiamenti in occasione delle tre feste patronali (S. Vittore, 8 maggio; S. Pietro, 29 giugno; Madonna del Rosario, 7 ottobre) comprendenti attività religiose (S. Messa e Processioni illuminate dalle tradizionali 'Ntusse e accompagnate da banda musicale e spettacoli pirotecnici) e civili (rievocazioni tradizionali, animazione per bambini, serate di ballo e stand gastronomici). Il Circolo "L'Olmo" organizza inoltre nel mese di luglio la sagra del "Cecu Maritu", tradizionale focaccia ripiena di verdure.

## Monumenti e luoghi d'interesse
- Castello (1417), caratterizzato da una porta d'ingresso ed un bastione con base allargata dotato di feritoie e spingardiere;
- Chiesa di S. Pietro Apostolo (XII secolo) con affreschi vari.

## Infrastrutture e trasporti
È raggiunto dalla linea 23 (o 623), gestita da Busitalia Umbria e operata da Troiani, esegue collegamenti scarsi da e per la Stazione di Terni.